# Hartes Land
Hartes Land ist das zweite deutschsprachige Studioalbum der finnischen Heavy-Metal-Band Timo Rautiainen ja Trio Niskalaukaus. Es erschien am 4. Oktober 2004 über Cyclone Empire.

## Entstehung
Nachdem die Band das Angebot erhielt, im Herbst 2004 zusammen mit Sonata Arctica im Vorprogramm von Nightwish einige Konzerte in Deutschland zu spielen, entschieden sich die Musiker, nach In frostigen Tälern ein weiteres Album mit deutschen Texten aufzunehmen. Die Musiker setzten sich daraufhin zusammen und wählten dabei von den beiden Studioalben Rajaportti und Kylmä tila sowie der EP Kuilun partaalla elf Lieder aus, die ihrer Meinung nach am besten klingen.
Die im Original in finnischer Sprache geschriebenen Texte wurden vom Professor Pekka Kujamäki ins Deutsche übertragen. Während der Aufnahmen in den Sundi Coop-Studios in Savonlinna wurde der Sänger Timo Rautiainen von der Aussprachetrainerin Nina Nieminen unterstützt. Als Gastmusiker traten der Nightwish-Keyboarder Tuomas Holopainen, der Apocalyptica-Cellist Eicca Toppinen sowie Pekka Kujamäki und Tapio Wilska (beide Gesang) auf. Produziert und gemischt wurde Hartes Land von Tuomo Valtonen. Das Mastering übernahm Mika Jussila.

## Titelliste
Die Titel 1, 3, 4, und 9 stammen von dem Album Rajaportti. Die Titel 5, 6, 7, 8 und 10 von dem Album Kylmä tila. Die Titel 2 und 11 von der EP Kuilun partaalla.
| #  | Titel                     | Originaltitel          | Länge |
| -- | ------------------------- | ---------------------- | ----- |
| 1  | Trauerkleid               | Surupuku               | 4:34  |
| 2  | Nyt on mies!              | Nyt on mies!           | 4:31  |
| 3  | Elegie                    | Elegia                 | 5:07  |
| 4  | Hartes Land               | Kova maa               | 3:58  |
| 5  | Der gute Mann             | Hyvä ihminen           | 4:28  |
| 6  | Kalter Zustand            | Kylmä tila             | 4:37  |
| 7  | Zeit der steigenden Säfte | Juoksevan veden aika   | 4:52  |
| 8  | Die Last                  | Taakka                 | 4:44  |
| 9  | Schneewanderer            | Lumessakahlaajat       | 4:45  |
| 10 | Ihr braucht mich nicht    | Te ette tarvitse minua | 4:16  |
| 11 | Wiegenlied                | Kehtolaulu             | 4:25  |

## Rezeption
Patrick Schmidt vom deutschen Magazin Rock Hard lobte Hartes Land als einen Zufluchtsort in der heutigen Musiklandschaft. Benjamin Dreßel vom Onlinemagazin Bloodchamber schrieb in seiner Rezension, dass es sich bei Hartes Land zwar „keineswegs um innovative Musik“ handle, dennoch habe das Album „ein gewisses etwas, das es doch sehr an einen bindet“, wofür er acht von zehn Punkten vergab. Stefan Popp von Onlinemagazin metal1.info kritisierte, dass das Album „nichts besonderes“ sei, „da musikalisch zu wenig passiert“ und vergab 6,5 von zehn Punkten.